# Moulin à vent de Saint-Amans
Le moulin à vent de Saint-Amans est un moulin situé à Saint-Amans, en France.

## Localisation
Le moulin est situé sur la commune de Saint-Amans, dans le département français de l'Aude.

## Historique
L'édifice est inscrit au titre des monuments historiques en 1962.